# Entität
Entität (mittellateinisch entitas, zu spätlateinisch ens ‚seiend, Ding‘) ist in der Philosophie ein durch die Scholastik, insbesondere des Thomas von Aquin, geprägter Grundbegriff der Ontologie, der in zwei Bedeutungen verwendet wird:
- Zum einen bezeichnet er etwas, das existiert, ein Seiendes, einen konkreten oder abstrakten Gegenstand. In diesem Sinn wird der Begriff der Entität in der Regel als Sammelbegriff verwendet, um so unterschiedliche Gegenstände wie Dinge, Eigenschaften, Relationen, Sachverhalte oder Ereignisse auf einmal anzusprechen. Dies ist die im zeitgenössischen Sprachgebrauch gängige Verwendung.
- Zum anderen kann er auch für das Wesen eines Gegenstandes im Sinne eines für das Dasein und die Identität des Gegenstands notwendigen Elements stehen. In dieser Hinsicht ist Entität dem klassischen Substanz-Begriff sinnverwandt.[3]

Der erste Sinn des Begriffes ist der im heutigen Deutsch gebräuchlichere.
In einigen Bereichen der Kultur und Technik wird der Begriff ‚Entität‘ ähnlich wie in der Philosophie verwendet, um ‚Dinge‘ zu bezeichnen, die (wenigstens zunächst) in keine Kategorie einzuordnen sind (oder eingeordnet werden sollen).
- In der Kunst: Der Münchner Künstler W.R. Hell[4] hat ein Relief Kontakte geschaffen, das zwei einander ähnliche Gebilde zeigt, die in keine Kategorie passen. Das Relief hat ihn selbst zu einem Gedicht inspiriert:

„Zwei Entitäten
Getrennt
Durch ihr So-Sein sind sie unvereinbar getrennt
…“
- In Elektrotechnik und Informatik: Die Internationalen Normen ISO/IEC 20924 Internet of Things / Vocabulary und IEC 60050-741 / Internet of Things definieren

“entity – thing (physical or non-physical) having a distinct existence”,
und in der deutschen Fassung (DKE-IEV) entsprechend
„Entität – Ding (physisch oder nicht-physisch), das eindeutig existiert“.
Allerdings wird anderswo oft die Selbstständigkeit der Existenz der Entität nur noch für ein konkretes Diskursuniversum behauptet.